# Dragonball Evolution
Dragonball Evolution is een Amerikaanse live-action film uit 2009, gebaseerd op Dragon Ball. De film is verschenen in de Nederlandse bioscopen op 9 april 2009. Het verhaal gaat over de avonturen van het hoofdpersonage Son Goku. Er werd aan de film begonnen in 2002, maar vanwege complicaties met scriptschrijvers en contracten werden de rechten in de koelkast gestopt. De film is geregisseerd door James Wong en geproduceerd door Stephen Chow. Acteur Justin Chatwin is gecast als Goku, en James Marsters speelt Piccolo, de Antagonist van de film.

## Verhaal
Goku (Justin Chatwin) gaat op reis om Master Roshi (Chow Yun-Fat) te vinden en de zeven mystieke Dragon Balls te verzamelen voordat de kwaadaardige Lord Piccolo (James Marsters) dit doet. 
Op zijn reis komt hij Bulma (Emmy Rossum) tegen, die hem helpt met zijn missie. Als ze Roshi ontmoeten denkt Roshi dat het dieven zijn en valt ze aan. Roshi ontdekt al snel dat Goku de kleinzoon is van Son Gohan (Randall Duk Kim) en traint hem daarom om hem voorbereiden op het ultieme gevecht tegen Lord Piccolo. Tijdens de reis naar de Dragon Temple ontmoeten ze Yamcha (Joon Park). Yamcha is een bandiet, die hun eerst wilde beletten om verder te gaan. Na een compromis gaan ze met z'n allen op zoek naar de Dragonballs om te voorkomen dat Lord Piccolo aan de macht komt. 
Als ze aankomen bij de Dragon Temple blijkt Chi-Chi (Jamie Chung) daar ook aanwezig te zijn om deel te nemen aan een martial-arts toernooi. In de Dragon Temple wordt Goku klaargestoomd voor het grootste gevecht van zijn leven ooit.

## Rolverdeling
- Justin Chatwin als Goku
- Chow Yun-fat als Master Roshi
- Emmy Rossum als Bulma
- Jamie Chung als Chi-Chi
- James Marsters als Lord Piccolo
- Joon Park als Yamcha
- Eriko Tamura als Mai
- Randall Duk Kim als Grandpa Gohan
- Ian Whyte als Ōzaru
- Ernie Hudson als Sifu Norris
- Texas Battle als Carey Fuller